# (24996) 1998 OD1
(24996) 1998 OD1  es un asteroide perteneciente al cinturón de asteroides, descubierto el 20 de julio de 1998 por Vittorio Goretti y Luciano Tesi desde el Observatorio Astronómico de las Montañas de Pistoia, en Italia.

## Designación y nombre
Designado provisionalmente como 1998 OD1.

## Características orbitales
1998 OD1 orbita a una distancia media del Sol de 2,3863 ua, pudiendo acercarse hasta 2,0437 ua y alejarse hasta 2,7290 ua. Tiene una excentricidad de 0,1435 y una inclinación orbital de 5,4045° grados. Emplea en completar una órbita alrededor del Sol 1346 días.

## Características físicas
Su magnitud absoluta es 14,9.